# 林瑞堃
林瑞堃（1986年5月21日—）為前臺灣男子籃球運動員，場上位置為後衛。林瑞堃出身華盛頓高中與銘傳大學國貿系，超級籃球聯賽先後效力過東森羚羊、金門酒廠、臺灣銀行、新北裕隆納智捷與台灣啤酒，2017年離開超級籃球聯賽舞臺，專心經營自創油飯品牌。

## 外部連結
- 林瑞堃在Eurobasket.com（球員）（英语）